# Larache
Larache (arabe : العرائش (Leɛrayech), berbère : ⴰⵄⵔⵉⵛ (Aɛrich)) est une ville marocaine, chef-lieu de la province de Larache, dans la région de Tanger-Tétouan-Al Hoceïma, située à environ 86 kilomètres au sud de Tanger.
Elle est connue sous le nom antique de Lixus.

## Histoire

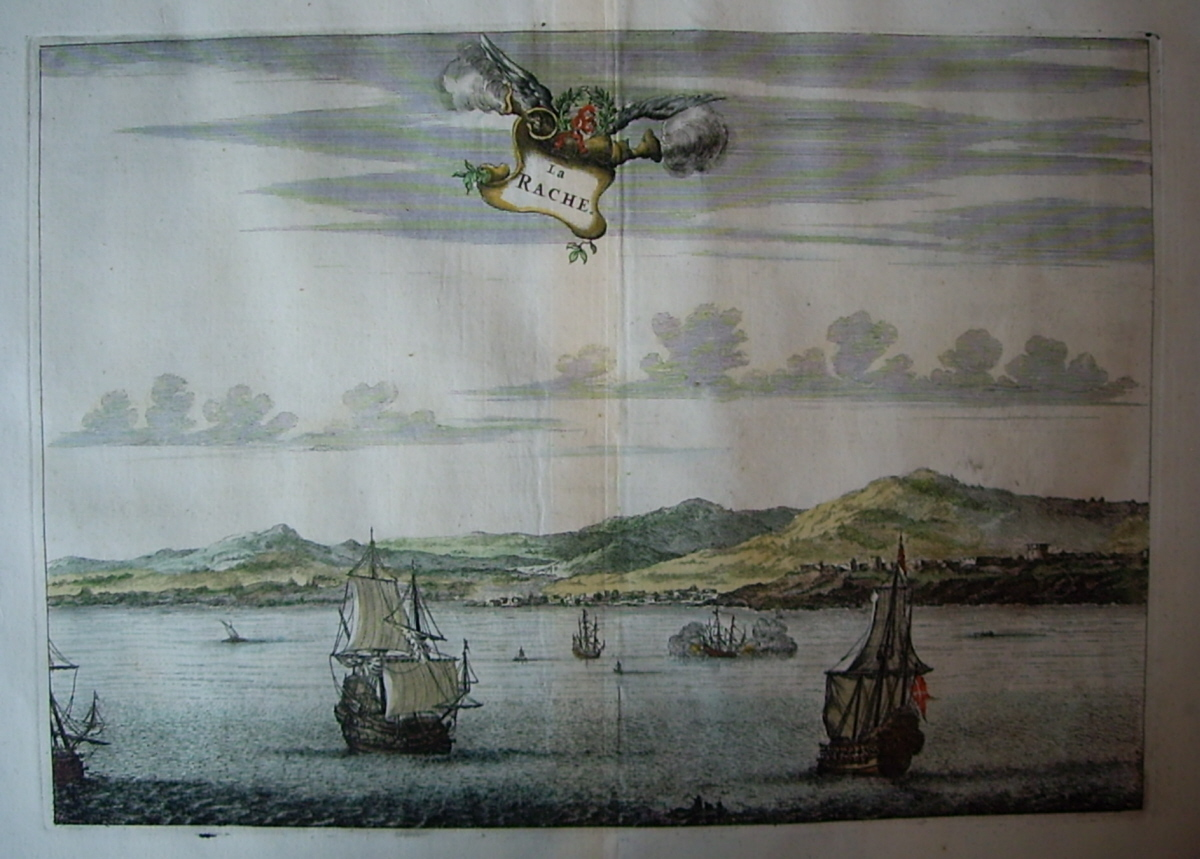
Une vue du port de Larache vers 1670.

Près de Larache se situent les ruines de Lixus, port carthaginois et romain, sur l'autre rive du fleuve Loukkos. À la fin du Moyen Âge, Larache fut fondée à la suite de la conquête arabe[réf. nécessaire].
Des documents portugais du XVe siècle citent Larache comme le  port majeur du Maroc[réf. nécessaire]. Mais en 1491 les Portugais de Assilah et Tanger dépeuplèrent la ville, qui reste vide jusqu'à être reprise par le sultan de Fès[réf. nécessaire], Mohamed es Said ech Sheik, qui bâtit une forteresse au-dessous du fleuve Loukkos et fortifia le port.
Pendant longtemps, les tentatives de conquête par les Portugais, les Espagnols et les Français échouèrent. La Kasbah, bâtie en 1491, devint une forteresse de piraterie. Enfin, les Espagnols occupèrent la ville en 1610. Ismaïl ben Chérif (Moulay Ismail) la reprit en 1689. En 1765, dans le cadre de la lutte contre les corsaires barbaresques, une flotte française commandée par l'amiral Du Chaffault soumit la ville à un bombardement suivi d'une tentative de débarquement qui tourna court après la mort et la capture de nombreux marins français par les Marocains.
De 1911 à 1956, Larache fit partie du Protectorat espagnol au Maroc (Maroc espagnol).

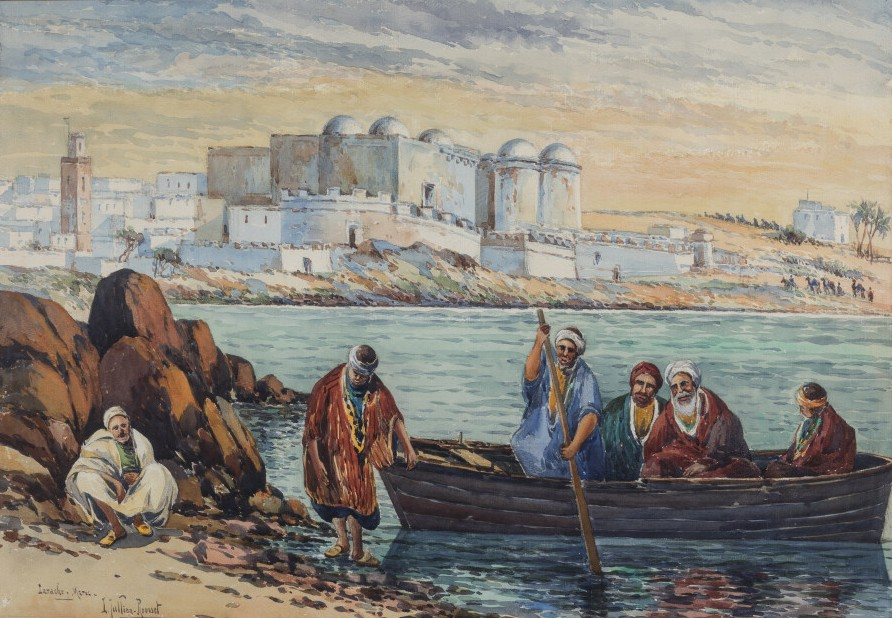
Larache, aquarelle de Louis Jullien-Rousset (1873-1921)

## Géographie
La province de Larache a été créée le 14 octobre 1985, elle fait partie de la région administrative de Tanger-Tétouan-Al Hoceïma.
La province de Larache est limitée, au Nord par la province de Tétouan et la province de Tanger-Asila, au Sud par la province de Kenitra, à l'Est par la province de Chefchaouen et à l'Ouest par l'Océan Atlantique.
La ville de Larache est desservie par l'autoroute A5 (Reliant Tanger à Rabat) et de ce fait, est située à environ 79 km de l'aéroport international Ibn Battouta de Tanger et à 168 km de la capitale Rabat.
Du point de vue relief, on distingue dans la province de Larache : 
- une zone montagneuse qui constitue le prolongement ouest de la chaîne Rifaine, et de Tanger-Tétouan-Al Hoceïma située principalement au niveau des communes rurales de Béni-Arous, Zaaroura, Tazrout et Béni-Gorfet.
- des collines marneuses entourant une plaine basse et marécageuse.
- le long de la côte, un cordon de dunes fixées constitue les plateaux du R'mel.
- dans l’intérieur et au sud, des plaines dont l'altitude varie entre 3 et 8 m

## Climat
La province de Larache bénéficie d’un climat océanique méditerranéen caractérisé par l’alternance d’une saison humide et fraîche d’octobre à avril et d’une saison assez chaude et sèche de juin à septembre. 
La pluviométrie moyenne annuelle varie entre 700 et 1100 mm et elle est concentrée dans sa quasi-totalité entre octobre et mai. C'est l'une des villes les plus humides du Maroc et du Maghreb grâce aux fréquentes perturbations provenant de l'Atlantique en automne, hiver et début du printemps. Les températures varient entre 7 °C en période froide et 29 °C en période chaude (rares gelées possibles en hiver et rares températures caniculaires en été).
Le réseau hydrographique de la Province comprend l’oued Loukkos et ses affluents, la nappe du R’mel, le barrage Oued El Makhazine, le barrage de garde de Loukkos, trois lacs collinaires, ainsi que de nombreuses sources d’eau

## Superficie
La province de Larache couvre une superficie d’environ 2 783 km2. De nombreux quartiers ont fait apparition en périphérie de la ville. Le plus grand en construction à l'heure actuelle, est sans doute le quartier de Almaghrib Aljadid (en français Le nouveau Maroc).

## Population de la province
Selon le Recensement général de la population et de l'habitat de 2004, la population de la province est de 472 386 habitants, dont 219 577 dans les communes et centres urbains et 252 809 dans les communes rurales. Ainsi, le taux d'urbanisation s'est-il situé à 46,5 %.
Le nombre de ménages recensés s'est élevé à 89 944 dont 46 848 ménages urbains et 43 096 ménages ruraux. Les ménages citadins représentent ainsi 52,08 % de l'ensemble des ménages de la province.
Quant à la densité moyenne, elle est de 170 hab./km2.

## Découpage administratif
Le découpage communal et administratif de la Province est composé de :
- 2 communes urbaines : Larache et Ksar El Kébir
- 17 communes rurales
- 2 pachaliks :
  - Larache avec 7 arrondissements
  - Ksar El Kébir avec 4 arrondissements
- 3 cercles : Larache avec 3 caïdats

## Lieux touristiques
L'endroit le plus animé est situé autour de la place centrale ou place de la Libération (ex plaza de España) de style arabo-andalou, animée de nombreux cafés en terrasses. Sur cette place, la porte Bab el Medina délimite l'une des entrées dans l'ancienne médina.
Au sein de l'ancienne médina on y découvre :
- le souk Esseghir (Petit Souk),
- le marché aux légumes installé en permanence,
- les dédales de ruelles qui descendent jusqu'au port,
- les passages, les maisons aux portes colorées.
- la tour Al Fath
- le conservatoire de musique
- le port de pêche (en contrebas de l'ancienne médina)

Au centre de la ville, l'architecture andalouse est souvent présente, entre autres le marché central couvert rénové (à 200 m de la place centrale). Une pinède est à 500 m de la place centrale et s'étend sur des kilomètres le long de l'océan. Au cimetière espagnol, au bout de la corniche, se trouve la tombe de Jean Genet (1910-1986). Des forêts de pins, eucalyptus ou chênes-lièges entourent d'un côté, la ville de Larache.

### La plage
La plage, située sur l'autre rive du fleuve, est accessible soit à pied (300 m de la place centrale) avec traversée en barque, soit en voiture ou en bus en contournant le fleuve (10 km).
Il y a deux plages délimitées par une jetée : l'une avec vagues qui s'étend très loin, et l'autre, plus proche du bras de mer, plus calme, parfaite pour nager.

## Les associations locales
La ville de Larache reste très ouverte à la culture espagnole. La province de Larache compte des centaines d'associations dans divers secteurs d'activités : développement, culture, environnement, sociales, associations de quartiers. La ville de Larache à elle seule compte plus de trois cents associations, mais on ne peut citer qu'une dizaine d'associations actives telles que La Fondation Lixus des Arts et du Développement Durable (FLADD),  l´Association des Écrivains Marocains en Langue Espagnole (AEMLE), l'Association DECOL, l'Association ECODEL, Acharif al-Idrissi, Larache al-Mada, Arrisala, la Troupe de Théâtre Lixa, Association Jeunesse Scolaire Larache, Association Éducation développement A.T.T, Espace des Jeunes sans Frontière J.E.S.A.F, Union Nationale des Étudiants marocains, Asociacion Alkazabah por el medio ambiente desarrollo y cooperacion, etc.

## Personnalités célèbres (nées, décédées, ayant vécu) à Larache
- Marthe Franceschini, femme légitime et première sultane de Sidi Mohammed ben Abdallah, décédée à Larache
- Jean Genet (1910-1986), écrivain français, qui y a vécu quelque temps, est enseveli dans le vieux cimetière espagnol de Larache.
- Une branche de la famille d'Orléans s'installe à Larache en 1910 en la personne de Jean d'Orléans, « duc de Guise », mort dans cette ville. Il exploite un domaine agricole dans le voisinage. La famille réside de manière intermittente à Larache ; la « duchesse de Guise » y termine son existence et y meurt en 1961 ; leurs enfants, dont le « comte de Paris », y ont passé une partie de leur enfance ou de leur jeunesse.
- Amina El Filali, une jeune femme dont le suicide en 2012 a conduit à un débat politique et à la révision de l'article 475 du code pénal marocain.
- Hassan Hajjaj, photographe et designer.
- Morad (1999-), rappeur espagnol originaire de Larache.
- Benzz (2003-), rappeur britannique originaire de Larache.
- Lamine Yamal (2007-), footballeur espagnol originaire de Larache.
- Jacobo Azafrani (1932-2022), joueur de football marocain.
- Chadi Riad (2003-), joueur de football marocain.
- Salim El Jebari (en) (2004-), joueur de football marocain.

## Jumelage
- Almuñecar (Espagne)